# 2003 في الصين
فيما يلي قوائم الأحداث التي وقعت خلال عام 2003 في الصين.

## سياسة

### تعيين في المنصب
- 1 يناير – تشو يونغ كانغ عضو مجلس الدولة لجمهورية الصين الشعبية.
- 1 يناير – وو يي وزارة الصحة (الصين)،نائب رئيس مجلس الدولة في جمهورية الصين الشعبية.
- 1 مارس – جيا تشينغ لين Chairman of the Chinese People's Political Consultative Conference [الإنجليزية]‏.
- 1 مارس – كاو جانج تشوان وزير الدفاع الوطني [الإنجليزية]‏.
- 15 مارس – هو جينتاو رئيس جمهورية الصين الشعبية.
- 15 مارس – هوانغ يو نائب رئيس مجلس الدولة في جمهورية الصين الشعبية.
- 15 مارس – وو بانغ قوه رئيس اللجنة الدائمة للمجلس الوطني لنواب الشعب [الإنجليزية]‏.
- 16 مارس – ون جيا باو رئيس مجلس الدولة الصيني.
- 5 أغسطس – هنري تانغ وزير المالية.

### انتهاء فترة المنصب
- 1 مارس – وو بانغ قوه نائب رئيس مجلس الدولة في جمهورية الصين الشعبية.
- 15 مارس – جيانغ زيمين رئيس جمهورية الصين الشعبية.
- 15 مارس – لي بنغ رئيس اللجنة الدائمة للمجلس الوطني لنواب الشعب [الإنجليزية]‏.
- 15 مارس – هو جينتاو نائب رئيس جمهورية الصين الشعبية.
- 16 مارس – زهو رونغجي رئيس مجلس الدولة الصيني.
- 16 مارس – ون جيا باو نائب رئيس مجلس الدولة في جمهورية الصين الشعبية.

## رياضة
- 1 يناير – كأس الاتحاد الصيني 2003 الفائز نادي بكين سينوبو غوان.

## وفيات

### يناير
- 1 يناير – تشاو لين (مواليد 1906) سياسي صيني.

### مايو
- 23 أكتوبر – سونغ لينغ مايو (مواليد 1897)
- 31 مايو – لي لين (مواليد 1923) فيزيائية صينية.

### أكتوبر
- 2 أكتوبر – حسن محسوم (مواليد 1964)
- 23 أكتوبر – سونغ لينغ مايو (مواليد 1897)

### نوفمبر
- 16 نوفمبر – ريتشارد لام (مواليد 1947)
- 24 نوفمبر – سيف الدين عزيزي (مواليد 1915)

### ديسمبر
- 26 ديسمبر – هوانغ جونغ (مواليد 1974) قاتل متسلسل صيني.
- 30 ديسمبر – أنيتا موي (مواليد 1963)